# Egyptiska Premier League
Den Egyptiska Premier League (arabiska: الدوري المصري الممتاز) är en professionell liga, det är den högsta nivån av seriesystemet i egyptisk fotboll. Ligan består av arton klubbar som möts på hemma/borta-basis. Dess nuvarande officiella namn är Presentation Egyptian Premier League, efter att egyptiska fotbollsförbundet skrivit ett sponsoravtal med annonseringsföretaget Presentation. 
Endast tre utländska spelare per klubb är tillåtna i Egyptiska Premier League.
Den Egyptiska Premier League gjorde ett uppehåll i januari 2011 under den Egyptiska revolutionen 2011; ursprungligen var uppehållet planerat till 6 mars men förlängdes fram till den 14 april 2012 då ligaspelet återupptogs men ligan förspelades ej. Inte heller säsongen därpå, 2012/13, färdigspelades ligan.
Säsongen 2018/19 vann Al-Ahly sin fjärde raka ligatitel och 41:a ligatitel totalt.

## Ligastruktur och sponsoravtal

### Ligastruktur
Egyptiska Premier League består av 18 klubbar. Fotbollssäsongen spelas från augusti till maj, med ett sex veckors uppehåll under vintern från slutet av december till februari. Under säsongen möts varje lag två gånger, en gång på hemmaplan och en gång på bortaplan, vilket resulterar i totalt 34 matcher per lag under en säsong. Tre poäng tilldelas för vinst, en poäng för oavgjort och noll poäng vid förlust. Lagens placering i ligatabellen bestäms i tur och ordning av flest antal poäng, därefter den bästa målskillnaden och slutligen efter flest antal gjorda mål.
Efter avslutad säsong så utses det lag med flest poäng till mästare. Om flera lag har samma poäng avgör först inbördes mötes, därefter målskillnad sedan antal gjorda mål. De tre sist placerade lagen i ligan blir nedflyttade till Division 2, och de tre bäst placerade lagen i Division 2 blir istället uppflyttade till högsta divisionen.
Egyptiska Division 2 består av sex grupper om vardera 12 lag och med samma poängberäkning och rankning som i högsta divisionen och där de bästa lagen blir  uppflyttade till Egyptiska Premier League.

### Sponsoravtal
Den Egyptiska Premier League har haft sponsorer sedan 2005, dess nuvarande är Presentation Sports och därmed heter ligan Presentation Egyptian Premier League. Sedan 2005 har följande företag sponsrat ligan och gett den sitt namn:
2005–2007 : Vodafone (Vodafone Egyptian Premier League)

2007–2010 : Etisalat (Etisalat Egyptian Premier League)

2011–2014 : Vodafone (Vodafone Egyptian Premier League)

2014– : Presentation Sports (Presentation Egyptian Premier League)

## Klubbar
De tre mest populära klubbarna är Al-Ahly, Zamalek SC och Ismaily SC. Andra anrika klubbar är Al-Ittihad Al-Iskandary, Tersana SC och El-Masry.
För en komplett lista över fotbollsklubbar se Lista över fotbollsklubbar i Egypten.

### Deltagande lag säsongen 2019–20
Totalt har 66 klubbar spelat i den egyptiska högsta divisionen sedan starten 1948/49 till och med säsongen 2018/19.
Endast två klubbar har dock medverkat i samtliga säsonger i den högsta serien sedan starten: Al-Ahly och Zamalek SC.
Följande 18 klubbar deltar i Egyptiska Premier League säsongen 2019/20:
| Lag                      | Svensk översättning     | Placering 2018/19             | Första säsong i högsta serien | antal säsonger i högsta serien | Mästerskaps- titlar |
| ------------------------ | ----------------------- | ----------------------------- | ----------------------------- | ------------------------------ | ------------------- |
| Al-Ahlya,b               | Nationella Sportklubben | 1:a                           | 1948/49                       | 60                             | 41                  |
| Al-Ittihad Al-Iskandarya | Alexandria-föreningen   | 11:a                          | 1948/49                       | 58                             | 0                   |
| Al-Masry SCa             | Egyptiern               | 4:a                           | 1948/49                       | 58                             | 0                   |
| Al-Mokawloon             | Arab Entreprenörer      | 5:a                           | 1977/78                       | 35                             | 1                   |
| Aswan SC                 | Aswan Sportklubb        | Vinnare Grupp A (uppflyttade) | 1990/91                       | 9                              | 0                   |
| El-Entag El-Harby        | Militär Produktion      | 13:e                          | 2009/10                       | 7                              | 0                   |
| El Gouna FC              | El Gouna                | 14:e                          | 2009/10                       | 5                              | 0                   |
| ENPPI Club               | ENPPI klubb             | 9:a                           | 2001/02                       | 14                             | 0                   |
| FC Masrc                 | Fotbollsklubb Egypten   | Vinnare Grupp B (uppflyttade) | 2019/20                       | 0                              | 0                   |
| Haras El Hodood          | Gränsvakterna           | 15:e                          | 2001/02                       | 15                             | 0                   |
| Ismaily SCa              | Ismailia Sportklubb     | 7:a                           | 1948/49                       | 56                             | 3                   |
| Misr Lel Makasa          | Misr Lel Makasa         | 6:a                           | 2010/11                       | 7                              | 0                   |
| Pyramids FC              | Pyramider Fotbollsklubb | 3:a                           | 2014/15                       | 3                              | 0                   |
| Smouha Sporting Club     | Smouha Sportklubb       | 12:a                          | 2010/11                       | 7                              | 0                   |
| Tala'ea El Gaish         | Arméns förtrupper       | 8:a                           | 2003/04                       | 13                             | 0                   |
| Tanta SC                 | Tanta Sportklubb        | Vinnare Grupp C (Uppflyttade) | 1956/57                       | 14                             | 0                   |
| Wadi Degla               | Wadi Digla Sportklubb   | 10:a                          | 2010/11                       | 7                              | 0                   |
| Zamalek SCa,b            | Zamalek Sportklubb      | 2:a                           | 1948/49                       | 60                             | 12                  |

a Ursprunglig medlem i den egyptiska division 1

b Aldrig nedflyttade till Division 2

c Första säsong i Division 1

d Ittihad El-Shorta deltog säsongen 1974/75 som El-Shorta

## Arenor
Den nyligen öppnade Borg El Arab Stadium i Alexandria med kapacitet för 86 000 är den största arenan och används i huvudsak för internationella matcher och turneringar. Den byggdes i samband med Egyptens ambitioner av att få arrangera Världsmästerskapet i fotboll 2010 (vilket istället tilldelades Sydafrika). Det spekuleras dock om att klubbarna i Alexandria skall få börja spela sina hemmamatcher på arenan.

### Nuvarande arenor
| Arena                    | Stad       | Antal sittplatser |
| ------------------------ | ---------- | ----------------- |
| Borg El Arab             | Alexandria | 86 000            |
| Cairo Stadium            | Kairo      | 75 000            |
| Egyptian Army Stadium    | Suez       | 45 000            |
| Osman Ahmed Osman        | Kairo      | 35 000            |
| 30 June Stadium          | Kairo      | 30 000            |
| Al-Salam Stadium         | Kairo      | 30 000            |
| Military Academy Stadium | Kairo      | 28 500            |
| Harras El-Hedoud Stadium | Alexandria | 25 000            |
| Al-Fayoum Stadium        | Faijum     | 20 000            |
| Aswan Stadium            | Assuan     | 20 000            |
| Gehaz El Reyada Stadium  | Kairo      | 20 000            |
| Alexandria Stadium       | Alexandria | 19 676            |
| Ismailia Stadium         | Ismaïlia   | 18 525            |
| Al Masry Club Stadium    | Port Said  | 18 000            |
| Petro Sport Stadium      | Nya Kairo  | 16 000            |
| El Gouna Stadium         | El Gouna   | 13 000            |
| Tanta Club Stadium       | Tanta      | 8 000             |

## Ligahistorik

### Meriter
Nedanstående tabell visar det totala antalet mästerskapstitlar per klubb till och med säsongen 2019/20. Flest titlar har Al-Ahly med 41 följt av Zamalek SC med 12.
| Lag               | Titlar |
| ----------------- | ------ |
| Al-Ahly           | 45     |
| Zamalek SC        | 14     |
| Ismaily SC        | 3      |
| Al-Olympi         | 1      |
| Ghazl El-Mehalla  | 1      |
| Mokawloon al-Arab | 1      |
| Tersana SC        | 1      |

### Mästare per säsong
Nedanstående tabell visar vilket lag som vann mästerskapet säsong per säsong.
| Nr | Säsong  | Mästare          |
| -- | ------- | ---------------- |
| 1  | 1948/49 | Al-Ahly          |
| 2  | 1949/50 | Al-Ahly          |
| 3  | 1950/51 | Al-Ahly          |
| —  | 1951/52 | Spelades ej      |
| 4  | 1952/53 | Al-Ahly          |
| 5  | 1953/54 | Al-Ahly          |
| —  | 1954/55 | Ej färdigspelad  |
| 6  | 1955/56 | Al-Ahly          |
| 7  | 1956/57 | Al-Ahly          |
| 8  | 1957/58 | Al-Ahly          |
| 9  | 1958/59 | Al-Ahly          |
| 10 | 1959/60 | Zamalek SC       |
| 11 | 1960/61 | Al-Ahly          |
| 12 | 1961/62 | Al-Ahly          |
| 13 | 1962/63 | Tersana SC       |
| 14 | 1963/64 | Zamalek SC       |
| 15 | 1964/65 | Zamalek SC       |
| 16 | 1965/66 | Al-Olympi        |
| 17 | 1966/67 | Ismaily SC       |
| —  | 1967/68 | Spelades ej      |
| —  | 1968/69 | Spelades ej      |
| —  | 1969/70 | Spelades ej      |
| —  | 1970/71 | Spelades ej      |
| —  | 1971/72 | Spelades ej      |
| 18 | 1972/73 | Ghazl El-Mehalla |
| —  | 1973/74 | Ej färdigspelad  |
| 19 | 1974/75 | Al-Ahly          |
| 20 | 1975/76 | Al-Ahly          |
| 21 | 1976/77 | Al-Ahly          |
| 22 | 1977/78 | Zamalek SC       |
| 23 | 1978/79 | Al-Ahly          |
| 24 | 1979/80 | Al-Ahly          |
| 25 | 1980/81 | Al-Ahly          |
| 26 | 1981/82 | Al-Ahly          |
| 27 | 1982/83 | Al-Mokawloon     |
| 28 | 1983/84 | Zamalek SC       |
| 29 | 1984/85 | Al-Ahly          |
| 30 | 1985/86 | Al-Ahly          |
| 31 | 1986/87 | Al-Ahly          |
| 32 | 1987/88 | Zamalek SC       |
| 33 | 1988/89 | Al-Ahly          |
| —  | 1989/90 | Ej färdigspelad  |
| 34 | 1990/91 | Ismaily SC       |
| 35 | 1991/92 | Zamalek SC       |
| 36 | 1992/93 | Zamalek SC       |
| 37 | 1993/94 | Al-Ahly          |
| 38 | 1994/95 | Al-Ahly          |
| 39 | 1995/96 | Al-Ahly          |
| 40 | 1996/97 | Al-Ahly          |
| 41 | 1997/98 | Al-Ahly          |
| 42 | 1998/99 | Al-Ahly          |
| 43 | 1999/00 | Al-Ahly          |
| 44 | 2000/01 | Zamalek SC       |
| 45 | 2001/02 | Ismaily SC       |
| 46 | 2002/03 | Zamalek SC       |
| 47 | 2003/04 | Zamalek SC       |
| 48 | 2004/05 | Al-Ahly          |
| 49 | 2005/06 | Al-Ahly          |
| 50 | 2006/07 | Al-Ahly          |
| 51 | 2007/08 | Al-Ahly          |
| 52 | 2008/09 | Al-Ahly          |
| 53 | 2009/10 | Al-Ahly          |
| 54 | 2010/11 | Al-Ahly          |
| -  | 2011/12 | Ej färdigspelad  |
| -  | 2012/13 | Ej färdigspelad  |
| 55 | 2013/14 | Al-Ahly          |
| 56 | 2014/15 | Zamalek SC       |
| 57 | 2015/16 | Al-Ahly          |
| 58 | 2016/17 | Al-Ahly          |
| 59 | 2017/18 | Al-Ahly          |
| 60 | 2018/19 | Al-Ahly          |
| 61 | 2019/20 | Al-Ahly          |
| 62 | 2020/21 | Zamalek SC       |
| 63 | 2021/22 | Zamalek SC       |
| 64 | 2022/23 | Al-Ahly          |
| 65 | 2023/24 | Al-Ahly          |
| 66 | 2024/25 | Al-Ahly          |

### Dubbeln(Vinnare av liga och cup under samma säsong)
Nedanstående tabell visar vilka lag som lyckats vinna dubbeln dvs vinna både Egyptiska Premier League eller Division 1 samt egyptiska cupen under en och samma säsong.
- Al-Ahly : 14 gånger.
- Zamalek SC : 3 gånger.

### Skytteligavinnare
Nedanstående tabell visar vilken spelare som gjorde flest ligamål per säsong.
| Säsong  | Spelare                      | Klubb                   | Antal mål |
| ------- | ---------------------------- | ----------------------- | --------- |
| 1948/49 | Mohamed Diab El-Attar "Diba" | Al-Ittihad Al-Iskandary | 15        |
| 1948/49 | El-Sayed El-Dhizui           | Al-Masry                | 15        |
| 1949/50 | El-Sayed El-Dhizui           | Al-Masry                | 13        |
| 1950/51 | El-Sayed El-Dhizui           | Al-Masry                | 12        |
| 1952/53 | Ahmed Mekawi                 | Al-Ahly                 | 12        |
| 1953/54 | Abdel Nabi                   | Tersana SC              | 18        |
| 1955/56 | Sayed Saleh                  | Al-Ahly                 | 12        |
| 1956/57 | Alaa El-Hamouly              | Zamalek SC              | 16        |
| 1957/58 | Hamdi Abdel Fattah           | Tersana SC              | 19        |
| 1958/59 | El-Sayed El-Dhizui           | Al-Ahly                 | 16        |
| 1959/60 | Hamdi Abdel Fattah           | Tersana SC              | 15        |
| 1960/61 | Ali Mohsen                   | Zamalek SC              | 16        |
| 1961/62 | Moustafa Reyadh              | Tersana SC              | 18        |
| 1962/63 | Hassan El-Shazly             | Tersana SC              | 32        |
| 1963/64 | Moustafa Reyadh              | Tersana SC              | 27        |
| 1964/65 | Hassan El-Shazly             | Tersana SC              | 23        |
| 1965/66 | Hassan El-Shazly             | Tersana SC              | 16        |
| 1966/67 | Ali Abougreisha              | Al-Ismaily              | 15        |
| 1972/73 | Omasha                       | Ghazl El-Mehalla        | 11        |
| 1974/75 | Hassan El-Shazly             | Tersana SC              | 34        |
| 1975/76 | Osama Khalil                 | Ismaily SC              | 17        |
| 1976/77 | Ali Khalil                   | Zamalek SC              | 17        |
| 1976/77 | Hassan Shehata               | Zamalek SC              | 17        |
| 1977/78 | Mahmoud El Khatib            | Al-Ahly                 | 11        |
| 1978/79 | Ali Khalil                   | Zamalek SC              | 12        |
| 1979/80 | Hassan Shehata               | Zamalek SC              | 14        |
| 1980/81 | Mahmoud El Khatib            | Al-Ahly                 | 11        |
| 1981/82 | Gamal Gouda                  | Al-Masry                | 8         |
| 1982/83 | Mahmoud El-Mashaqui          | Ghazl El-Mehalla        | 9         |
| 1983/84 | Ayman Shawki                 | Al-Koroum               | 8         |
| 1984/85 | Mohamed Hazem                | Ismaily SC              | 11        |
| 1985/86 | Mohamed Hazem                | Ismaily SC              | 11        |
| 1986/87 | Emad Souliman                | Ismaily SC              | 11        |
| 1987/88 | Gamal Abdul Hamid            | Zamalek SC              | 11        |
| 1988/89 | Mahmoud El-Mashaqui          | Ghazl El-Mehalla        | 11        |
| 1990/91 | Mohamed Ramadan              | Al-Ahly                 | 14        |
| 1991/92 | Ahmed El-Kass                | Al-Olympi               | 14        |
| 1992/93 | Ahmed El-Kass                | El-Olympi               | 16        |
| 1993/94 | Ahmed El-Kass                | El-Olympi               | 15        |
| 1993/94 | Beshir Abdel Samad           | Al-Ismaily              | 15        |
| 1994/95 | Abdullah El-Sawi             | El-Qanah                | 10        |
| 1994/95 | Ahmed Sari                   | Al-Ittihad Al-Iskandary | 10        |
| 1995/96 | Mohamed Salah Abougreisha    | Ismaily SC              | 14        |
| 1996/97 | Ayman Moheb                  | El Mansoura             | 17        |
| 1997/98 | Abdul Hamid Bassiouny        | Zamalek SC              | 15        |
| 1998/99 | Hossam Hassan                | Al-Ahly                 | 15        |
| 1999/00 | John Utaka                   | Ismaily SC              | 17        |
| 2000/01 | Tarek El-Said                | Zamalek SC              | 13        |
| 2001/02 | Hossam Hassan                | Zamalek SC              | 18        |
| 2002/03 | Ahmed Belal                  | Al-Ahly                 | 19        |
| 2003/04 | Abdel Halim Ali              | Al-Zamalek              | 21        |
| 2004/05 | Emad Moteab                  | Al-Ahly                 | 15        |
| 2005/06 | Mohamed Aboutrika            | Al-Ahly                 | 18        |
| 2006/07 | Flávio Amado                 | Al-Ahly                 | 17        |
| 2007/08 | Alaa Ibrahim                 | Petrojet                | 15        |
| 2008/09 | Ernest Papa Arko             | El Geish                | 12        |
| 2008/09 | Flávio Amado                 | Al-Ahly                 | 12        |
| 2009/10 | Minusu Buba                  | Ittihad El-Shorta       | 14        |
| 2010/11 | Ahmed Abd El-Zaher           | Enppi                   | 13        |
| 2010/11 | Shikabala                    | Zamalek SC              | 13        |
| 2013/14 | John Antwi                   | Ismaily SC              | 11        |
| 2014/15 | Hossam Salama                | El-Dakhleya             | 20        |
| 2015–16 | Hossam Salama                | Smouha                  | 17        |
| 2016–17 | Ahmed El Sheikh              | Misr Lel Makasa         | 17        |
| 2017–18 | Walid Azaro                  | Al Ahly                 | 18        |
| 2018–19 | Ahmed Ali                    | Al Mokawloon            | 18        |

### Bäste målskytt genom tiderna
Nedanstående tabell visar de spelare med flesta gjorda mål i egyptisk ligafotboll. Senast uppdaterad 1 april 2018.
| Nr | Spelare            | Lag                                              | Antal mål |
| -- | ------------------ | ------------------------------------------------ | --------- |
| 1  | Hassan El-Shazly   | Tersana SC                                       | 187       |
| 2  | Hossam Hassan      | Al-Ahly / Zamalek SC / Al-Masry / Tersana SC     | 168       |
| 3  | Moustafa Reyadh    | Tersana SC                                       | 123       |
| 4  | El-Sayed El-Dhizui | Al-Masry / Al-Ahly                               | 112       |
| 5  | Mahmoud El-Khateeb | Al-Ahly                                          | 109       |
| 6  | Ahmed El-Kass      | Al-Olympi / Zamalek SC / Al-Ittihad Al-Iskandary | 107       |
| 7  | Mohamed Aboutrika  | Tersana SC / Al-Ahly                             | 105       |
| 8  | Gamal Abdel-Hamid  | Al-Ahly / Zamalek SC                             | 101       |